# Gouvernement Viviani II
Troisième République
René Viviani I Aristide Briand V
Le deuxième gouvernement René Viviani, formé au début de la Première Guerre mondiale, le 26 août 1914, et  dissous après plus d'un an d'activité, le 29 octobre 1915, est un gouvernement de la Troisième République en France.

## Composition

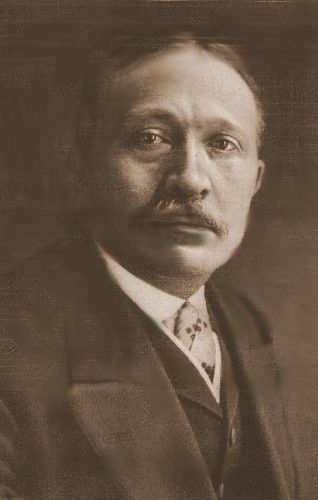
René Viviani

| Portefeuille | Titulaire | Titulaire                                     | Parti |
| --- | --------- | --------------------------------------------- | ----- |
| Président du Conseil |           | René Viviani                                  | PRS   |
| Vice-président du Conseil                                                                                                |           | Aristide Briand                               | PRS   |
| Ministres |           |                                               |       |
| Ministre des Affaires étrangères                                                                                         |           | Théophile Delcassé (jusqu'au 15 octobre 1915) | RI    |
| Ministre des Affaires étrangères                                                                                         |           | René Viviani                                  | PRS   |
| Ministre de la Guerre |           | Alexandre Millerand                           | SE    |
| Ministre de l'Instruction publique et des Beaux-Arts                                                                     |           | Albert Sarraut                                | PRRRS |
| Ministre de l'Intérieur                                                                                                  |           | Louis Malvy                                   | PRRRS |
| Ministre de la Justice                                                                                                   |           | Aristide Briand                               | PRS   |
| Ministre de la Marine |           | Jean-Victor Augagneur                         | PRS   |
| Ministre de l'Agriculture                                                                                                |           | Fernand David                                 | RI    |
| Ministre des Finances |           | Alexandre Ribot                               | FR    |
| Ministre des Travaux publics                                                                                             |           | Marcel Sembat                                 | SFIO  |
| Ministre du Commerce, Industrie, Postes et Télégraphes                                                                   |           | Gaston Thomson                                | PRD   |
| Ministre des Colonies |           | Gaston Doumergue                              | PRRRS |
| Ministre du Travail et de la Prévoyance sociale                                                                          |           | Jean Bienvenu-Martin                          | PRRRS |
| Ministre sans portefeuille                                                                                               |           | Jules Guesde                                  | SFIO  |
| Sous-secrétaires d’État                                                                                                  |           |                                               |       |
| Sous-secrétaire d’État aux Affaires étrangères                                                                           |           | Abel Ferry                                    | RI    |
| Sous-secrétaire d’État à l'Intérieur                                                                                     |           | Paul Jacquier                                 | PRRRS |
| Sous-secrétaire d’État à l'Instruction publique et des Beaux-Arts, chargé des Beaux-Arts                                 |           | Albert Dalimier                               | PRRRS |
| Sous-secrétaire d'État à la Marine, chargé de la Marine marchande (à partir du 13 mars 1915)                             |           | Georges Bureau                                | PRD   |
| Sous-secrétaire d’État à la Guerre chargé de l'Artillerie et de l'équipement militaire (à partir du 18 mai 1915)         |           | Albert Thomas                                 | SFIO  |
| Sous-secrétaire d’État de la Guerre chargé du Ravitaillement et de l'intendance militaire (à partir du 1er juillet 1915) |           | Joseph Thierry                                | FR    |
| Sous-secrétaire d’État de la Guerre chargé du Service de Santé militaire (à partir du 1er juillet 1915)                  |           | Justin Godart                                 | PRRRS |
| Sous-secrétaire d’État de la Guerre chargé de l'Aéronautique militaire (à partir du 14 septembre 1915)                   |           | René Besnard                                  | PRRRS |

## Politique menée

### 1914
- 26 août : Démission du Premier gouvernement Viviani qui reforme alors un ministère de Défense nationale : les socialistes entrent au gouvernement (Delcassé aux affaires étrangères et Millerand à la Guerre), l'Union sacrée se concrétise. Si le nombre de ministres ne change guère (seul Jules Guesde est ministre sans portefeuille), le nombre de sous-secrétaires d’État de la Guerre est porté de un à quatre et sont respectivement chargés : de l'Artillerie et de l'équipement militaire ; du Ravitaillement et de l'intendance militaire ; du Service de Santé militaire et de l'Aéronautique militaire.
- 29 août-2 septembre : Le gouvernement français quitte Paris menacée par l'avancée allemande et s'installe à Bordeaux laissant la capitale sous le gouvernement militaire du général Gallieni.
- septembre : Le ministre de la guerre Alexandre Millerand et les responsables des industries concernées (tel Louis Renault) décident le 20 septembre de porter à 100 000 par jour la fabrication d'obus pour le canon de 75. Des groupes régionaux d'industriels sont organisés pour l'approvisionnement et la coordination des nombreuses opérations.
- 5 novembre : La France, ainsi que le Royaume-Uni, déclarent la guerre à la Turquie.
- 8 décembre : Retour du gouvernement français à Paris.

### 1915
- 8 avril : promulgation de la loi portant sur la création de la croix de guerre destinée à récompenser les soldats méritant.
- 6 juillet : le gouvernement convoque une conférence à Calais avec les état-major Français et Britanniques afin de coordonner les opérations alliées. L'évacuation des Dardanelles y est finalement décidée.
- 26 août : La Chambre vote les nouveaux crédits militaires.
- 13 octobre : Démission du ministre des Affaires étrangères Delcassé à la suite de son échec lors des négociations avec la Bulgarie, afin d'empêcher ce pays de se joindre aux Empires centraux. Le président du Conseil René Viviani assure l’intérim.
- 16 octobre : Réquisition des blés et farines.
- 17 octobre : La France déclare la guerre à la Bulgarie.
- 29 octobre : Démission du président du Conseil Viviani. Aristide Briand Président du Conseil.